# Khu tự do Jumeirah Lake Towers
Khu tự do Jumeirah Lakes Towers (Khu tự do JLT) được thành lập vào năm 2002 như là một sáng kiến chiến lược của Chính phủ Dubai với nhiệm vụ cung cấp cơ sở hạ tầng vật chất, thị trường và tài chính cần thiết để thiết lập một thị trường hàng hóa tại Dubai. Tính đến ngày 30 tháng 5 năm 2013, nó đã có hơn 6.600 thành viên đăng ký bao gồm cả hàng hóa và các doanh nghiệp khác.
Khu tự do JLT bao gồm cơ sở hạ tầng hiện đại, tài sản tự do, nền tảng mạng thương mại cũng như ngành công nghiệp bao gồm kho tiền an toàn và thiết bị lưu trữ được xây dựng có mục đích. Trung tâm thu hút những người kinh doanh trong các lĩnh vực hàng hóa cùng với các ngành công nghiệp hỗ trợ có liên quan như tài chính, hậu cần và bảo hiểm. Ahmed Bin Sulayem, là Chủ tịch điều hành của Khu tự do JLT.

## Dịch vụ khu tự do JLT
Khu tự do JLT là một trong những khu tự do phát triển nhanh nhất ở UAE. Khu tự do này cho thấy nhu cầu mạnh mẽ từ các công ty và trong sáu tháng đầu năm 2012 có kỷ lục 975 công ty đăng ký; tăng 60% so với cùng kỳ năm 2011. DMCC đã thực hiện các thay đổi quan trọng đối với quy trình đăng ký và cấp phép bao gồm quy trình đăng ký điện tử đơn giản hóa, có sẵn giấy phép dài hạn và cải thiện mối quan hệ khách hàng.

## Dịch vụ tài sản của JLT
DMCC, khu tự do đầu tiên ở UAE cung cấp cơ sở kinh doanh miễn phí ngoài tất cả các dịch vụ của một khu tự do tiêu chuẩn khác, ba tòa tháp xây dựng có mục đích trang bị cơ sở hạ tầng dành riêng cho các ngành để phục vụ nhu cầu của hàng hóa.
Tháp Almas mang tính biểu tượng là tòa tháp thương mại cao nhất ở Trung Đông và là tòa tháp cao thứ hai ở Dubai. Là trung tâm của Khu tự do JLT, tòa tháp 63 tầng phục vụ các nhu cầu cụ thể của thương mại hàng hóa, từ ngành công nghiệp kim cương, vàng và đá quý đến thép, dầu, đồng và hơn thế nữa.
Tháp Almas là nơi đặt trụ sở của DMCC và Trung tâm dịch vụ khách hàng DMCC, nơi khách hàng và các thành viên tiềm năng có thể thực hiện tất cả các yêu cầu cấp phép và đăng ký của họ, bao gồm cả dịch vụ của chính phủ và thị thực.
Ngoài ra, Tháp Almas có sàn giao dịch Kim cương Dubai và sàn giao dịch Ngọc trai Dubai, kho vàng và kim cương Dubai và Trung tâm Hội nghị Almas do khách sạn 5 sao Bonnington Hotel quản lý, cung cấp các cơ sở tổ chức tiệc và hội nghị. Tháp Almas có tổ chức một tổ hợp bán lẻ chiết trung để phục vụ người dùng thương mại của tòa tháp, bao gồm Caffe Nero, Flower Boutique, The Shoe Shine Co., Propah Tea, Sugar & Mankind, Parmar Tailors, Subway và Fidelity Fitness.